# Ted Lasso
Ted Lasso je americký komediální televizní seriál vysílaný v letech 2020–2023, který vytvořili Jason Sudeikis, Bill Lawrence, Brendan Hunt a Joe Kelly. Je založený na stejnojmenné postavě, kterou Sudeikis poprvé ztvárnil v sérii promo akcí společnosti NBC Sports pro pokrytí Premier League. Seriál sleduje Teda Lassa, trenéra univerzitního amerického fotbalu, který je najat jako trenér anglického fotbalového týmu AFC Richmond ve snaze jeho majitelky vzdorovat svému bývalému manželovi.
První řada s deseti díly měla premiéru dne 14. srpna 2020 na Apple TV+, kdy byly vydány první tři epizody, přičemž zbylých sedm epizod bylo zveřejňováno s týdenními rozestupy a poslední díl měl premiéru dne 2. října 2020. Druhá řada s dvanácti díly měla premiéru dne 23. října 2021. V říjnu 2021 byl seriál obnoven pro třetí a poslední řadu, která měla premiéru dne 15. března 2023.
Seriál získal kritický ohlas, přičemž kritici chválili především výkony herců (zejména Sudeikise, Hannah Waddingham, Bretta Goldsteina a Juno Temple), scénář, témata a povznášející tón. První řada získala 20 nominací na cenu Emmy, čímž se stala nejvíce nominovanou první řadou komediálního seriálu v historii udílení cen Emmy. Sudeikis, Waddingham a Goldstein získali cenu Emmy za své výkony a seriál zvítězil v kategorii nejlepší komediální seriál na 73. ročníku udílení cen Emmy. Sudeikis také získal dva Zlaté glóby v kategorii nejlepší herec v seriálu (komedie / muzikál) a Screen Actors Guild Award v kategorii nejlepší mužský herecký výkon v komediálním seriálu.

## Synopse
Američan Ted Lasso, trenér univerzitního amerického fotbalu, je přijat jako trenér fiktivního týmu anglické Premier League, AFC Richmond, přestože nemá žádné zkušenosti s koučováním evropského fotbalu. Majitelka týmu Rebecca Weltonová najme Lasa v naději, že selže, jako prostředek k pomstě předchozímu majiteli týmu, jejímu nevěrnému bývalému manželovi Rupertovi. Tedův šarm, osobnost a humor však začínají Rebeccu, celý tým i ty, kteří byli k jeho jmenování skeptičtí, přesvědčovat o opaku.

## Obsazení

### Hlavní role
- Jason Sudeikis jako Ted Lasso, trenér amerického fotbalu z Kansasu, který je najat jako trenér evropského fotbalového týmu AFC Richmond. Často je zesměšňován pro svůj optimismus a nezkušenost se sportem, ale postupně si získává lidi svým laskavým a soucitným přístupem ke koučování.
- Hannah Waddingham jako Rebecca Weltonová, nová majitelka klubu AFC Richmond, který získala po rozvodu. Najme Teda, aby tým zničila, protože to byla jediná věc, kterou její bývalý manžel miloval, ale nakonec se z nich stanou přátelé.
- Jeremy Swift jako Leslie Higgins, nesmělý ředitel fotbalových operací, který má pět synů.
- Phil Dunster jako Jamie Tartt, mladý, talentovaný, ale egoistický nadějný útočník.
- Brett Goldstein jako Roy Kent, stárnoucí záložník, kapitán a později asistent trenéra.
- Brendan Hunt jako trenér Beard, Lassův dlouholetý asistent a přítel.
- Nick Mohammed jako Nathan „Nate“ Shelley, bývalý týmový kustod, později asistent trenéra, poté se stává hlavním trenérem týmu West Ham United, dokud v polovině sezóny neodejde.
- Juno Temple jako Keeley Jonesová, modelka, která má v klubu na starost marketing.
- Sarah Niles jako Dr. Sharon Fieldstoneová (2. řada), sportovní psycholožka[8]
- Anthony Head jako Rupert Mannion (3. řada; 1.–2. řada vedlejší), nevěrný exmanžel Rebeccy a bývalý majitel klubu AFC Richmond
- Toheeb Jimoh jako Sam Obisanya (3. řada; 1. řada vedlejší; 2. řada hostující), mladý pravý krajní obránce z Nigérie, který se snaží překonat stesk po domově.
- Cristo Fernández jako Dani Rojas (3. řada; 1.–2. řada vedlejší), mladý nadšený hráč z Mexika
- Kola Bokinni jako Isaac McAdoo (3. řada; 1.–2. řada vedlejší), obránce, který je zástupcem kapitána, později kapitán.
- Billy Harris jako Colin Hughes (3. řada; 1.–2. řada vedlejší), mladý hráč z Walesu, který je homosexuál.
- James Lance jako Trent Crimm (3. řada; 1.–2. řada vedlejší), bývalý reportér časopisu The Independent, který je velmi kritický vůči Tedovu koučování.

### Vedlejší role

#### Zaměstnanci AFC Richmond
- Stephen Manas jako Richard Montlaur, mladý francouzský hráč
- Moe Jeudy-Lamour jako Thierry Zoreaux / „Van Damme“, francouzsko-kanadský brankář a Isaacův blízký přítel
- Charlie Hiscock jako Will (2.–3. řada; 1. řada hostující), nový manažer zařízení po Nateově povýšení
- David Elsendoorn jako Jan Maas (2.–3. řada), nizozemský obránce, který do Richmondu přestoupil z Ajaxu
- Mohammed Hashim jako Moe Bumbercatch, švýcarský záložník
- Ash Bayliss jako Arlo Dixon, pravý obránce
- Flaurese jako Gareth Canterbury (1.–2. řada), levý obránce ze Slough
- Maximilian Osinski jako Zava (3. řada), talentovaný, ale excentrický útočník

#### Další postavy
- Annette Badland jako Mae Greenová, majitelka místní hospody
- Gus Turner jako Henry Lasso, syn Teda
- Adam Colborne, Bronson Webb a Kevin Garry jako Baz, Jeremy a Paul, trojice zarytých fanoušků AFC Richmond
- Keeley Hazell jako Bex (1. řada; 2.–3. řada hostující), Rupertova nová přítelkyně a případná třetí manželka
- Ellie Taylor jako Flo „Odrzlo“ Collinsová, nejlepší kamarádka Rebeccy, kterou začne přitahovat Ted
- Tom Cotcher jako pan Mann, starší fanoušek AFC Richmond, který si často dělá z Teda legraci
- Phoebe Walsh jako Jane Payneová (2. řada; 1. a 3. řada hostující), přítelkyně trenéra Bearda
- Elodie Blomfield jako Phoebe (2.–3. řada; 1. řada hostující), neteř Roye
- Bill Fellows jako George Cartrick (2. řada; 1. a 3. řada hostující), bývalý trenér Richmondu, kterého Ted nahradil
- Ruth Bradley jako slečna Bowen (2. řada; 3. řada hostující), učitelka Phoebe
- Andrea Anders jako Michelle Lassová (3. řada; 1.–2. řada hostující), bývalá manželka Teda
- Edyta Budnik jako Jade (3. řada; 2. řada hostující), číšnice v oblíbené restauraci Natea, nakonec jeho přítelkyně
- Katy Wix jako Barbara (3. řada), finanční ředitelka společnosti KJPR, její osobnost je často v kontrastu se slunečnou osobností Keeley.
- Ambreen Razia jako Shandy Fine (3. řada), kamarádka z modelingu Keeley, která se připojí ke KJPR. Keeley později musí vyhodit Shandy za její neprofesionální chování.
- Jodi Balfour jako Jack Danvers (3. řada), investorka, která chce investovat do PR firmy Keeley.
- Rosie Lou jako slečna Kakesová (3. řada), Rupertova asistentka
- Spencer Jones jako Deryck (3. řada), ředitel oblíbené restaurace Natea
- Arlo White jako on sám, komentuje dění před zápasy.

### Hostující role
- Kieran O'Brien jako James Tartt, Jamieho hrubý otec
- Jimmy Akingbola jako Ollie (1. řada), Tedův řidič, když přijíždí do Anglie, který také pracuje v místní indické restauraci.
- Kiki May jako Nora (2. řada), dospívající dcera Sassy
- Harriet Walterová jako Deborah (2.–3. řada), matka Rebeccy
- Sam Richardson jako Edwin Akufo (2.–3. řada), ghanský miliardář, který koupí klub Raja Casablanca, kam se snaží nalákat Sama.
- Scott Van Pelt jako on sám, moderátor pořadu SportsCenter, který přináší novinky ohledně najmutí Tedova v AFC Richmondu.
- Matteo van der Grijn jako Matthijs, Holanďan, který žije na obytné lodi v Amsterdamu, kde stráví noc s Rebeccou. Jeho jméno se nikdy v seriálu neřekne, ale je vidět v titulcích.
- Nonso Anozie jako Ola Obisanya, otec Sama
- Becky Ann Baker jako Dottie Lassová (3. řada), Tedova matka
- Leanne Best jako Georgie, Jamieho matka
- Steve Edge jako Simon, Jamieho nevlastní otec

### Významné cameo role
V pořadu se objevilo mnoho osobností sportovní a televizní zábavy, které často zobrazovaly samy sebe v celém seriálu:
- Lloyd Griffith jako Lloyd, jeden z pravidelných reportérů na tiskových konferencích AFC Richmond
- Arlo White a Chris Powell jako oni sami, komentátoři zápasů AFC Richmond
- Jeff Stelling (1.–3. řada), Chris Kamara (1.–2. řada), Paul Merson a Clinton Morrison (3. řada) jako oni sami, moderátoři pořadu Soccer Saturday na Sky Sports
- Thierry Henry a Gary Lineker jako oni sami, fotbaloví komentátoři
- Seema Jaswal a Ian Wright (2. řada) jako oni sami, moderátoři fotbalových televizních pořadů
- Fleur East (2. řada) jako ona sama, moderátorka seznamovací reality show, které se Jamie zúčastnil
- Mike Dean (2.–3. řada) jako on sám, rozhodčí, který řídí několik zápasů AFC Richmond
- Holly Willoughby a Phillip Schofield (2. řada) jako oni sami, moderátoři pořadu This Morning, kteří s Jamiem dělají rozhovor o jeho vystupování v reality show
- Eni Aluko (2. řada) jako Georgia, členka týmu pouličního fotbalu
- Peter Crouch, Tom Fordyce a Chris Stark (2.–3. řada), členové podcastu, jsou slyšet v klipech rozhlasové show popisující aktuální dění v Richmondu
- Rebecca Lowe a Jermaine Jenas (3. řada) jako oni sami, moderátoři pořadu
- Colin Mochrie a Ryan Stiles (3. řada) jako Lenny a Bruce, kanadští televizní fotbaloví komentátoři
- Pep Guardiola (3. řada) jako on sám, manažer týmu Manchester City
- Kasali Casal, Lee Hendrie, Jermaine Pennant, George Elokobi a Jay Bothroyd jako protihráči[9]

## Řady a díly
| Řada | Díly | Premiéra na Apple TV+ | Premiéra na Apple TV+ |
| Řada | Díly | První díl             | Poslední díl          |
| ---- | ---- | --------------------- | --------------------- |
| 1    | 10   | 14. srpna 2020        | 2. října 2020         |
| 2    | 12   | 23. července 2021     | 8. října 2021         |
| 3    | 12   | 15. března 2023       | 31. května 2023       |

## Nominace a ocenění
| Rok  | Cena                                        | Kategorie                                                                 | Nominovaní | Výsledek  | Ref.   |
| ---- | ------------------------------------------- | ------------------------------------------------------------------------- | --- | --------- | ------ |
| 2021 | Ceny Amerického filmového institutu         | 10 nejlepších pořadů roku                                                 | Ted Lasso | vítězství | [ 10 ] |
| 2021 | Critics' Choice Television Awards           | Nejlepší komediální seriál                                                | Ted Lasso | vítězství | [ 11 ] |
| 2021 | Critics' Choice Television Awards           | Nejlepší herec v komediálním seriálu                                      | Jason Sudeikis | vítězství | [ 11 ] |
| 2021 | Critics' Choice Television Awards           | Nejlepší herečka ve vedlejší roli v komediálním seriálu                   | Hannah Waddingham | vítězství | [ 11 ] |
| 2021 | Ceny Asociace amerických filmových režisérů | Vynikající režie komediálního seriálu                                     | Zach Braff (za díl „Biscuits“) | nominace  | [ 12 ] |
| 2021 | Ceny Asociace amerických filmových režisérů | Vynikající režie komediálního seriálu                                     | MJ Delaney (za díl „The Hope that Kills You“) | nominace  | [ 12 ] |
| 2021 | Zlatý glóbus                                | Nejlepší seriál (komedie / muzikál)                                       | Ted Lasso | nominace  | [ 13 ] |
| 2021 | Zlatý glóbus                                | Nejlepší mužský herecký výkon v seriálu (komedie / muzikál)               | Jason Sudeikis | vítězství | [ 13 ] |
| 2021 | Hollywood Music in Media Awards             | Nejlepší hudba v televizním seriálu / limitované sérii                    | Tome Howe a Marcus Mumford | nominace  | [ 14 ] |
| 2021 | Ceny Sdružení amerických producentů         | Cena Dannyho Thomase pro producenta roku v kategorii komediálních seriálů | Bill Lawrence, Jason Sudeikis, Jeff Ingold, Bill Wrubel, Liza Katzer, Jane Becker, Jamie Lee, Kip Kroeger, Brendan Hunt, Tina Pawlik and Joe Kelly                    | nominace  | [ 15 ] |
| 2021 | Satellite Awards                            | Nejlepší mužský herecký výkon v seriálu (komedie / muzikál)               | Jason Sudeikis | nominace  | [ 16 ] |
| 2021 | Cena Sdružení filmových a televizních herců | Nejlepší obsazení (komedie)                                               | Annette Badland, Phil Dunster, Brett Goldstein, Brendan Hunt, Toheeb Jimoh, James Lance, Nick Mohammed, Jason Sudeikis, Jeremy Swift, Juno Temple a Hannah Waddingham | nominace  | [ 17 ] |
| 2021 | Cena Sdružení filmových a televizních herců | Nejlepší mužský herecký výkon v seriálu (komedie)                         | Jason Sudeikis | vítězství | [ 17 ] |
| 2021 | Cena Sdružení amerických scenáristů         | Nejlepší komediální seriál                                                | Jane Becker, Leann Bowen, Brett Goldstein, Brendan Hunt, Joe Kelly, Bill Lawrence, Jamie Lee, Jason Sudeikis, Phoebe Walsh a Bill Wrubel                              | vítězství | [ 18 ] |
| 2021 | Cena Sdružení amerických scenáristů         | Nejlepší nový seriál                                                      | Jane Becker, Leann Bowen, Brett Goldstein, Brendan Hunt, Joe Kelly, Bill Lawrence, Jamie Lee, Jason Sudeikis, Phoebe Walsh a Bill Wrubel                              | vítězství | [ 18 ] |
| 2021 | Cena Sdružení amerických scenáristů         | Nejlepší epizodická komedie                                               | Jason Sudeikis, Bill Lawrence, Brendan Hunt a Joe Kelly (za pilotní díl)                                                                                              | nominace  | [ 18 ] |